# البلغة في تراجم أئمة النحو واللغة
البلغة في تراجم أئمة النحو واللغة أحد مصنفات مجد الدين الفيروزآبادي المتوفى سنة 1414م، ويتناول تراجم أئمة النحو واللغة حتى عصر المؤلف. يضم المصنف أكثر من أربعمائة ترجمة لشعراء وأدباء وفقهاء ونحويين أو لغويين.

## عنوان المصنف
جاء العنوان على خمسة أوجه هي:
1. البلغة في أئمة اللغة: ذكر الزبيدي في مقدمة كتابه تاج العروس أن لديه نسخة منه بهذا الاسم.
2. البلغة في تاريخ أئمة اللغة.عنوان في نسخة برلين المخطوطة من هذا الكتاب، والسخاوي في كتابه الإعلام بالتوبيخ لمن ذم التاريخ
3. البلغة في تاريخ أئمة النحو واللغة. نسخة الآصفية المخطوطة، وفي كشف الظنون وهدية العارفين لإسماعيل باشا البغدادي..
4. البلغة في تراجم النحاة واللغة. جاء هذا العنوان في الضوء اللامع للسخاوي، والبدر الطالع بمحاسن من بعد القرن السابع للشوكاني، وشذرات الذهب لابن العماد الحنبلي.
5. البلغة في طبقات أئمة اللغة. جاء هذا العنوان في مقدمة السيوطي لكتابه بغية الوعاة في طبقات اللغويين والنحاة عندما سرد مصادره.

## طبعات
طبع الكتاب لأول مرة من وزارة الثقافة السورية سنة 1972م، ثم طبع في مركز المخطوطات والتراث بالكويت سنة 1978م.